# Клокачёв, Модест Дмитриевич
Модест Дмитриевич Клокачёв (Клакалов) (13 августа 1843 — 1 декабря 1916, Петроград) - русский морской офицер,  генерал-лейтенант по Адмиралтейству (1906). Керчь-Еникальский градоначальник (1897-1908).

## Биография
Родился 13 августа 1843 года. Потомственный дворянин. Сын Дмитрия Петровича Клокачёва, впоследствии генерал-майора по Адмиралтейству, правнук вице-адмирала Ф. А. Клокачёва. Его старший брат Пётр Дмитриевич Клокачёв (1837 - 1901) - контр-адмирал. Принят в службу в 1860 году. Окончил Морской кадетский корпус 17 апреля 1863, произведен в гардемарины.  В 1865 году произведен в мичмана. 21 июня 1875 года назначен командиром яхты «Королева Виктория». Произведен в капитан-лейтенанты 1 января 1879 года.  В 1896 году капитан 1-го ранга, начальник Ревельского флотского полуэкипажа. С 1897 по 1908 год Керчь-Еникальский градоначальник. 
При его градоначальстве в Керчи появляются первые асфальтовые мостовые, учреждается Общество Керчь-Еникальских лоцманов. Появляется Пушкинская библиотека-читальня. Открывается железнодорожное сообщение Владиславовка-Керчь, металлургический завод, начинается строительство Широкого мола морского порта. К женской гимназии возводится пристройка, учреждается торговая школа имени цесаревича Алексея.
Произведен 6 мая 1898 в генерал-майоры по Адмиралтейству. Пожалован в генерал-лейтенанты по Адмиралтейству 11 декабря 1906 года. С 1908 года в отставке, проживал в Санкт-Петербурге. Умер 1 декабря 1916 года на 74 году жизни.

## Семья
Жена Александра Дмитриевна Клокачева.  Дети: дочери Вера, Леонида, Зинаида и Мария и сын Дмитрий (1891 - 1970), подпоручик, эмигрант.

## Награды
- 1873 г. Награжден орденом Св. Станислава III степени.
- 1874 г. Награжден австрийским орденом Железной Короны кавалерского креста.
- 1877 г. Награжден Бронзовой медалью за усмирение Польского мятежа 1863-1864 гг.
- 1878 г. Награжден орденом Св. Станислава II степени с мечами.
- 1878 г. Награжден медалью в память войны с Турцией 1877-1878 гг.
- 1879 г. Награжден румынским Железным крестом.
- 1882 г. Награжден орденом Св. Анны II степени[1].